# Énée et Didon
Dido i Enees (Énée et Didon en francès) és una obra de Guérin (1815) exposada al Louvre. Al mateix any també pintà Énée racontant à Didon les malheurs de la ville de Troie (Enees explicant a Dido les desgràcies de la ciutat de Troia, en català), que es tracta d'una pintura més elaborada i amb certes diferències a l'anterior. Énée et Didon, en canvi, és un esbós d'una pintura exposada, concretament, a la (sala del Louvre, Daru). L'escena que mostra es va inspirar en l'Eneida de Virgili. Énée explica a Didon la destrucció de Troia. El seu fill Ascani treu l'anell, regalat pel seu marit, a la reina de Cartago, fet que comportarà una passió fatal per Énée.

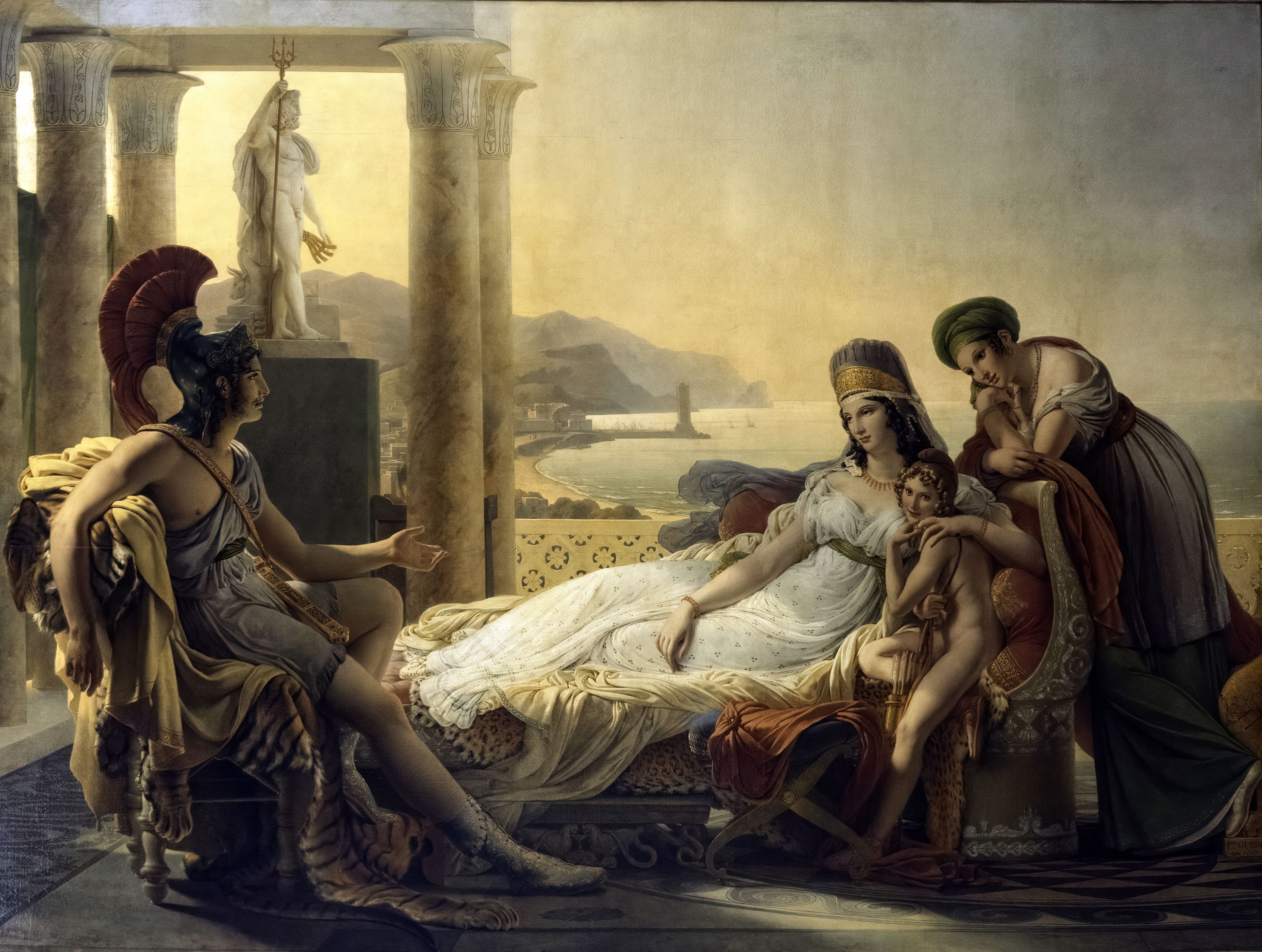
Énée racontant à Didon les malheurs de la ville de Troie, per Guérin. Alçada: 292 cm/Amplada: 390 cm, oli sobre llenç; París, Louvre.

## Énée racontant à Didon les malheurs de la ville de Troie
A Enees explicant a Dido les desgràcies de la ciutat de Troia (en francès: Énée racontant à Didon les malheurs de la ville de Troie), Énée es troba en el palau de la reina de Cartago, qui li donà benvinguda després que Troia cremés. Vestit com un soldat, que es vanta de les seves gestes i relata les seves aventures. Didon es veu estirada en un llit, s'enamora de l'heroi; Cupido amb els seus rínxols rossos, assisteix a l'escena.
L'escena té lloc a Cartago a l'Àfrica. En el fons, el paisatge de mar i la posta de sol creen un ambient romàntic. Els colors del cel evoquen el foc, que recorda l'incendi de Troia i la fugida d’Énée; també anuncia la sortida d’Énée de Cartago i la fi de l'amor. Com que a Didon la van abandonar, es va suïcidar a la foguera del penya-segat. Énée deixa en mans la seva vida al destí, sense tornar la vista cap a ella.